# Brachionycha permixta
Brachionycha permixta är en fjärilsart som beskrevs av Shigero Sugi 1970. Brachionycha permixta ingår i släktet Brachionycha och familjen nattflyn. Inga underarter finns listade i Catalogue of Life.